# Fußballclub Ingolstadt 04 2014-2015
Questa pagina raccoglie i dati riguardanti il Fußballclub Ingolstadt 04 nelle competizioni ufficiali della stagione 2014-2015.

## Stagione
Nella stagione 2014-2015 l'Ingolstadt, allenato da Ralph Hasenhüttl, concluse il campionato di 2. Bundesliga al 1º posto e fu promosso in Bundesliga. In coppa di Germania l'Ingolstadt fu eliminato al primo turno dal Kickers Offenbach.

## Rosa
| N. |                        | Ruolo | Calciatore                 |
| -- | ---------------------- | ----- | -------------------------- |
| 1  | Austria (bandiera)     | P     | Ramazan Özcan              |
| 2  | Danimarca (bandiera)   | D     | Leon Jessen                |
| 4  | Croazia (bandiera)     | D     | Andre Mijatović            |
| 5  | Germania (bandiera)    | D     | Benjamin Hübner            |
| 6  | Stati Uniti (bandiera) | C     | Alfredo Morales            |
| 7  | Australia (bandiera)   | A     | Mathew Leckie              |
| 8  | Brasile (bandiera)     | C     | Roger de Oliveira Bernardo |
| 9  | Germania (bandiera)    | A     | Moritz Hartmann            |
| 10 | Germania (bandiera)    | C     | Pascal Groß                |
| 11 | Rep. Ceca (bandiera)   | A     | Tomáš Pekhart              |
| 13 | Germania (bandiera)    | D     | Michael Zant               |
| 14 | Germania (bandiera)    | C     | Stefan Lex                 |
| 15 | Brasile (bandiera)     | D     | Danilo Soares              |
| 16 | Austria (bandiera)     | A     | Lukas Hinterseer           |

| N. |                       | Ruolo | Calciatore          |
| -- | --------------------- | ----- | ------------------- |
| 18 | Germania (bandiera)   | A     | Christian Eigler    |
| 19 | Germania (bandiera)   | C     | Max Christiansen    |
| 20 | Kazakistan (bandiera) | D     | Konstantin Engel    |
| 21 | Germania (bandiera)   | D     | Danny da Costa      |
| 22 | Germania (bandiera)   | C     | Stefan Wannenwetsch |
| 23 | Germania (bandiera)   | C     | Robert Bauer        |
| 25 | Germania (bandiera)   | A     | Karl-Heinz Lappe    |
| 26 | Germania (bandiera)   | D     | Ralph Gunesch       |
| 28 | Germania (bandiera)   | D     | Tobias Levels       |
| 30 | Germania (bandiera)   | C     | Thomas Pledl        |
| 33 | Germania (bandiera)   | P     | André Weis          |
| 34 | Germania (bandiera)   | C     | Marvin Matip        |
| 36 | Israele (bandiera)    | C     | Almog Cohen         |
| 39 | Germania (bandiera)   | P     | Christian Ortag     |

## Organigramma societario
Area tecnica
- Allenatore: Ralph Hasenhüttl
- Allenatore in seconda: Michael Henke
- Preparatore dei portieri: Martin Scharrer
- Preparatori atletici: Jörg Mikoleit

## Risultati

### 2. Bundesliga

#### Girone di andata
| Arbitro: | Fritz |

|             |           |             |
| Gonther 78’ | Marcatori | 42’ Morales |

| Arbitro: | Aarnink |

|                   |           |                              |
| Lex 22’ Lappe 90’ | Marcatori | 16’ Brégerie 74’ Stroh-Engel |

| Arbitro: | Schriever |

|                     |           |  |
| Leckie 62’ Groß 81’ | Marcatori |  |

| Arbitro: | Thomsen |

|  |           |                            |
|  | Marcatori | 7’, 79’ Lex 60’ Hinterseer |

| Arbitro: | Rohde |

|                                                   |           |            |
| Lex 11’ Hübner 62’ Leckie 82’ Hainault 90’ (aut.) | Marcatori | 52’ Ludwig |

| Arbitro: | Jablonski |

|            |           |          |
| Okotie 20’ | Marcatori | 16’ Groß |

| Arbitro: | Wingenbach |

|                |           |            |
| Hinterseer 22’ | Marcatori | 20’ Löning |

| Arbitro: | Gräfe |

|  |           |                   |
|  | Marcatori | 39’ (aut.) Gordon |

| Arbitro: | Petersen |

|                |           |  |
| Hinterseer 46’ | Marcatori |  |

| Arbitro: | Grudzinski |

|  |           |                |
|  | Marcatori | 19’ Hinterseer |

| Arbitro: | Meyer |

|                |           |  |
| Hinterseer 41’ | Marcatori |  |

| Düsseldorf 31 ottobre 2014, ore 18:30 CET 12ª giornata | Fortuna Düsseldorf | 0 – 0 referto | Ingolstadt 04 | Merkur Spiel-Arena (33 878 spett.)\| Arbitro: \| Zwayer \| |
| Arbitro:                                               | Zwayer             |               |               |                                                            |

| Arbitro: | Stieler |

|                                             |           |                                          |
| Parensen 36’ (aut.) Matip 45’ Mijatović 90’ | Marcatori | 18’ (rig.) Köhler 21’ Quiring 79’ Polter |

| Arbitro: | Sippel |

|                       |           |              |
| Koch 16’ Sylvestr 25’ | Marcatori | 70’ Hartmann |

| Arbitro: | Grudzinski |

|                                        |           |  |
| Hartmann 24’ Hinterseer 66’ Leckie 89’ | Marcatori |  |

| Arbitro: | Ittrich |

|  |           |         |
|  | Marcatori | 9’ Groß |

| Arbitro: | Kircher |

|                        |           |  |
| Hinterseer 52’ Lex 84’ | Marcatori |  |

#### Girone di ritorno
| Arbitro: | Steinhaus |

|                     |           |               |
| Leckie 22’ Groß 80’ | Marcatori | 78’ Schachten |

| Arbitro: | Willenborg |

|                       |           |                  |
| Behrens 7’ Heller 54’ | Marcatori | 20’ Groß 40’ Lex |

| Arbitro: | Kinhöfer |

|  |           |          |
|  | Marcatori | 30’ Groß |

| Arbitro: | Bandurski |

|         |           |                                  |
| Lex 69’ | Marcatori | 11’, 19’ (rig.) Wooten 84’ Adler |

| Arbitro: | Schriever |

|                    |           |            |
| Gjasula 56’ (rig.) | Marcatori | 77’ Leckie |

| Arbitro: | Thomsen |

|            |           |               |
| Soares 41’ | Marcatori | 83’ Bandowski |

| Arbitro: | Weiner |

|  |           |                                         |
|  | Marcatori | 65’ Lex 77’ Morales 90’ (rig.) Hartmann |

| Arbitro: | Siebert |

|              |           |                              |
| Hartmann 45’ | Marcatori | 33’ Gordon 82’, 90’ Hennings |

| Braunschweig 21 marzo 2015, ore 13:00 CET 26ª giornata | Eintracht Braunschweig | 0 – 0 referto | Ingolstadt 04 | Eintracht-Stadion (20 700 spett.)\| Arbitro: \| Fritz \| |
| Arbitro:                                               | Fritz                  |               |               |                                                          |

| Arbitro: | Stegemann |

|                           |           |  |
| Hübner 22’ Hinterseer 58’ | Marcatori |  |

| Arbitro: | Rohde |

|  |           |          |
|  | Marcatori | 27’ Groß |

| Arbitro: | Drees |

|                                   |           |                          |
| Hartmann 65’ Leckie 86’ Matip 90’ | Marcatori | 33’ Pohjanpalo 74’ Bebou |

| Arbitro: | Aarnink |

|                |           |                     |
| Jopek 75’, 79’ | Marcatori | 5’ Matip 82’ Levels |

| Arbitro: | Schmidt |

|                   |           |          |
| Pinola 70’ (aut.) | Marcatori | 72’ Blum |

| Arbitro: | Welz |

|                                                |           |                |
| Gregoritsch 45’ (rig.) Forssell 72’ Tasaka 83’ | Marcatori | 32’ Hinterseer |

| Arbitro: | Weiner |

|                           |           |           |
| Leckie 45’ (rig.) Lex 76’ | Marcatori | 4’ Kaiser |

| Arbitro: | Stieler |

|            |           |                  |
| Thommy 41’ | Marcatori | 81’ Christiansen |

### Coppa di Germania
| Arbitro: | Meyer |

|                              |                      |                          |
| Müller Cappek Bäcker Gjasula | Tiri di rigore 4 – 2 | Morales Groß Matip Costa |

## Statistiche

### Statistiche di squadra
| Competizione      | Punti | In casa | In casa | In casa | In casa | In casa | In casa | In trasferta | In trasferta | In trasferta | In trasferta | In trasferta | In trasferta | Totale | Totale | Totale | Totale | Totale | Totale | DR  |
| Competizione      | Punti | G       | V       | N       | P       | Gf      | Gs      | G            | V            | N            | P            | Gf           | Gs           | G      | V      | N      | P      | Gf     | Gs     | DR  |
| ----------------- | ----- | ------- | ------- | ------- | ------- | ------- | ------- | ------------ | ------------ | ------------ | ------------ | ------------ | ------------ | ------ | ------ | ------ | ------ | ------ | ------ | --- |
| 2. Bundesliga     | 64    | 17      | 10      | 5       | 2       | 32      | 19      | 17           | 7            | 8            | 2            | 21           | 13           | 34     | 17     | 13     | 4      | 53     | 32     | +21 |
| Coppa di Germania | -     | 0       | 0       | 0       | 0       | 0       | 0       | 1            | 0            | 1            | 0            | 0            | 0            | 1      | 0      | 1      | 0      | 0      | 0      | 0   |
| Totale            | -     | 17      | 10      | 5       | 2       | 32      | 19      | 18           | 7            | 9            | 2            | 21           | 13           | 35     | 17     | 14     | 4      | 53     | 32     | +21 |

### Andamento in campionato
| Giornata  | 1 | 2  | 3 | 4 | 5 | 6 | 7 | 8 | 9 | 10 | 11 | 12 | 13 | 14 | 15 | 16 | 17 | 18 | 19 | 20 | 21 | 22 | 23 | 24 | 25 | 26 | 27 | 28 | 29 | 30 | 31 | 32 | 33 | 34 |
| --------- | - | -- | - | - | - | - | - | - | - | -- | -- | -- | -- | -- | -- | -- | -- | -- | -- | -- | -- | -- | -- | -- | -- | -- | -- | -- | -- | -- | -- | -- | -- | -- |
| Luogo     | T | C  | C | T | C | T | C | T | C | T  | C  | T  | C  | T  | C  | T  | C  | C  | T  | T  | C  | T  | C  | T  | C  | T  | C  | T  | C  | T  | C  | T  | C  | T  |
| Risultato | N | N  | V | V | V | N | N | V | V | V  | V  | N  | N  | P  | V  | V  | V  | V  | N  | V  | P  | N  | N  | V  | P  | N  | V  | V  | V  | N  | N  | P  | V  | N  |
| Posizione | 7 | 11 | 6 | 2 | 1 | 2 | 5 | 1 | 1 | 1  | 1  | 1  | 1  | 1  | 1  | 1  | 1  | 1  | 1  | 1  | 1  | 1  | 1  | 1  | 1  | 1  | 1  | 1  | 1  | 1  | 1  | 1  | 1  | 1  |

Legenda:

Luogo: C = Casa; T = Trasferta. Risultato: V = Vittoria; N = Pareggio; P = Sconfitta.

### Statistiche dei giocatori
| Giocatore          | 2. Bundesliga | 2. Bundesliga | 2. Bundesliga | 2. Bundesliga | Coppa di Germania | Coppa di Germania | Coppa di Germania | Coppa di Germania | Totale   | Totale | Totale      | Totale     |
| Giocatore          | Presenze      | Reti          | Ammonizioni   | Espulsioni    | Presenze          | Reti              | Ammonizioni       | Espulsioni        | Presenze | Reti   | Ammonizioni | Espulsioni |
| ------------------ | ------------- | ------------- | ------------- | ------------- | ----------------- | ----------------- | ----------------- | ----------------- | -------- | ------ | ----------- | ---------- |
| C. Ortag           | -             | -             | -             | -             | -                 | -                 | -                 | -                 | -        | -      | -           | -          |
| R. Özcan           | 33            | 0             | 3             | 0             | -                 | -                 | -                 | -                 | 33       | 0      | 3           | 0          |
| A. Weis            | 1             | 0             | 1             | 0             | 1                 | 0                 | 0                 | 0                 | 2        | 0      | 1           | 0          |
| R. Bauer           | 18            | 0             | 5             | 0             | 1                 | 0                 | 0                 | 0                 | 19       | 0      | 5           | 0          |
| D. Costa           | 12            | 0             | 0             | 0             | 1                 | 0                 | 0                 | 0                 | 13       | 0      | 0           | 0          |
| D. Soares          | 32            | 1             | 4             | 0             | 1                 | 0                 | 0                 | 0                 | 33       | 1      | 4           | 0          |
| K. Engel           | 14            | 0             | 3             | 0             | 1                 | 0                 | 1                 | 0                 | 15       | 0      | 4           | 0          |
| R. Gunesch         | 1             | 0             | 0             | 0             | -                 | -                 | -                 | -                 | 1        | 0      | 0           | 0          |
| B. Hübner          | 31            | 2             | 7             | 0             | 1                 | 0                 | 0                 | 0                 | 32       | 2      | 7           | 0          |
| L. Jessen          | -             | -             | -             | -             | -                 | -                 | -                 | -                 | -        | -      | -           | -          |
| T. Levels          | 19            | 1             | 4             | 0             | -                 | -                 | -                 | -                 | 19       | 1      | 4           | 0          |
| M. Matip           | 30            | 3             | 3             | 0             | 1                 | 0                 | 1                 | 0                 | 31       | 3      | 4           | 0          |
| A. Mijatović       | 11            | 1             | 3             | 0             | -                 | -                 | -                 | -                 | 11       | 1      | 3           | 0          |
| M. Zant            | -             | -             | -             | -             | -                 | -                 | -                 | -                 | -        | -      | -           | -          |
| A. Buchner         | -             | -             | -             | -             | -                 | -                 | -                 | -                 | -        | -      | -           | -          |
| M. Christiansen    | 4             | 1             | 0             | 0             | -                 | -                 | -                 | -                 | 4        | 1      | 0           | 0          |
| A. Cohen           | 5             | 0             | 1             | 0             | -                 | -                 | -                 | -                 | 5        | 0      | 1           | 0          |
| P. Groß            | 34            | 7             | 4             | 0             | 1                 | 0                 | 0                 | 0                 | 35       | 7      | 4           | 0          |
| S. Jainta          | -             | -             | -             | -             | 1                 | 0                 | 0                 | 0                 | 1        | 0      | 0           | 0          |
| A. Morales         | 32            | 2             | 10            | 0             | 1                 | 0                 | 0                 | 0                 | 33       | 2      | 10          | 0          |
| T. Pledl           | 11            | 0             | 0             | 0             | -                 | -                 | -                 | -                 | 11       | 0      | 0           | 0          |
| Roger              | 33            | 0             | 7             | 0             | 1                 | 0                 | 0                 | 0                 | 34       | 0      | 7           | 0          |
| S. Wannenwetsch    | 5             | 0             | 0             | 0             | -                 | -                 | -                 | -                 | 5        | 0      | 0           | 0          |
| C. Eigler          | -             | -             | -             | -             | -                 | -                 | -                 | -                 | -        | -      | -           | -          |
| J. Günther-Schmidt | 1             | 0             | 0             | 0             | -                 | -                 | -                 | -                 | 1        | 0      | 0           | 0          |
| M. Hartmann        | 29            | 5             | 5             | 0             | -                 | -                 | -                 | -                 | 29       | 5      | 5           | 0          |
| L. Hinterseer      | 32            | 9             | 3             | 0             | 1                 | 0                 | 1                 | 0                 | 33       | 9      | 4           | 0          |
| K. Lappe           | 14            | 1             | 1             | 0             | 1                 | 0                 | 0                 | 0                 | 15       | 1      | 1           | 0          |
| M. Leckie          | 32            | 7             | 6             | 0             | -                 | -                 | -                 | -                 | 32       | 7      | 6           | 0          |
| S. Lex             | 28            | 9             | 2             | 0             | 1                 | 0                 | 1                 | 0                 | 29       | 9      | 3           | 0          |
| T. Pekhart         | 12            | 0             | 1             | 0             | -                 | -                 | -                 | -                 | 12       | 0      | 1           | 0          |